# 沪苏嘉城际铁路
沪苏嘉城际铁路是连接上海、苏州、嘉兴三地的铁路项目，现为上海示范区线、水乡旅游线江苏段、嘉善至西塘市域铁路、嘉兴至枫南市域铁路四条铁路的统称。上海示范区线起自上海虹桥站，向西至水乡客厅省界分为两支。一支为水乡旅游线江苏段，线路由水乡客厅继续向西，经苏州南站至吴江。另一支为嘉善至西塘市域铁路，自水乡客厅向南经祥符荡至嘉善站接嘉兴至枫南市域铁路。嘉兴至枫南市域铁路起自枫泾站，经嘉善站至嘉兴南站。四条铁路总体呈“工”字形。
2022年7月13日，上海、苏州、嘉兴三地同时举行沪苏嘉城际铁路开工仪式。